# 1889 en Colombie-Britannique
Chronologie de la Colombie-Britannique
- 1885
- 1886
- 1887
- 1888
- 1889
- 1890
- 1891
- 1892
- 1893

Cette page concerne des événements qui se sont produits durant l'année 1889 dans la province canadienne de Colombie-Britannique.

## Politique

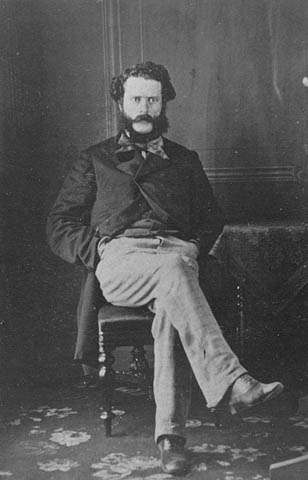
John Robson

- Premier ministre : Alexander Edmund Batson Davie puis John Robson.
- Chef de l'Opposition :
- Lieutenant-gouverneur : Hugh Nelson
- Législature :

## Événements
- Mise en service à North Vancouver du  Capilano Suspension Bridge , passerelle suspendue primitive en fibres naturelles franchissant la Capilano river. L'ouvrage a été démoli en 1903[1].
- 2 août : John Robson devient premier ministre de Colombie-Britannique.

## Décès
- 9 avril : Andrew Charles Elliott, premier ministre de la Colombie-Britannique.
- 1er août : Alexander Edmund Batson Davie, premier ministre de la Colombie-Britannique alors qu'il était en fonction.